# Ritratto di Probo
Il ritratto di Probo, conservato ai musei capitolini e alto 0,63 metri, è una testa colossale del III secolo, importante esempio del nuovo corso espressionistico nella ritrattistica romana, maturato negli anni centrali del III secolo.

## Storia e descrizione
Probo, di origine pannonica, regnò dal 276 al 282. Il volto estremamente allungato è incorniciato dalla capigliatura e dalla barba, realizzate molto aderenti con piccole e regolari ciocchette, che sulla fronte creano una sorta di frangia. Il naso è lungo, le guance sono scavate, le mascelle robuste, gli occhi dal taglio lungo e dall'espressione fissa, le labbra sottili. Rughe profonde e regolari segnano la fronte e i lati della labbra. 
La testa è concepita in maniera stereometrica, non realistica, e i confronti con le emissioni monetali confermano caratteristiche fisiognomiche meno accentuate, più compatte. Il cranio qui appare quasi come un parallelepipedo, con gli elementi somatici scarsamente caratterizzati e inseriti senza fondarsi tra loro.